# Aspidophryxus japonicus
Aspidophryxus japonicus là một loài chân đều trong họ Dajidae. Loài này được Shimomura & Ohtsuka miêu tả khoa học năm 2011.